# (8684) Reichwein
(8684) Reichwein est un astéroïde de la ceinture principale.

## Description
(8684) Reichwein est un astéroïde de la ceinture principale. Il fut découvert le 30 mars 1992 à Tautenburg par Freimut Börngen. Il présente une orbite caractérisée par un demi-grand axe de 2,17 UA, une excentricité de 0,04 et une inclinaison de 1,2° par rapport à l'écliptique.

## Compléments